# Прокопій Кесарійський
Прокопій Кесарійський (грец. Προκόπιος, лат. Procopius; 500, Кесарія Палестинська — 565 або 1 квітня 562, Константинополь) — візантійський пізньоантичний історик.

## Життя
Народився у Кесарії Палестинській в аристократичній родині. Прокопій Кесарійський, будучи з 527 року радником полководця Велізарія, брав участь у походах проти персів, вандалів і остготів. Автор «Історії війн Юстиніана» (8 книг, завершена в 553), «Про будови» (553—555); опис будівництва при імператорі Юстиніані (482 або 483—565) та «Таємної історії» (близько 550; памфлет проти Юстиніана і Феодори).
Твори Прокопія Кесарійського — важливе джерело з внутрішньої і зовнішньополітичної історії Візантії й сусідніх держав кінця 5-6 століття, містять цінні відомості про східних і південних слов'ян та гуно-тюркські племена, суспільний устрій, господарство, організацію війська, побут тощо, подають історію їхнього вторгнення на Балкани.
У книзі «Таємна історія» (550 рік), що розповідала про скандальну хроніку імператорського двору, вперше вжив термін «анекдот».

## Виноски
1. ↑  Большая российская энциклопедия. Электронная версия — Большая российская энциклопедия, 2016.
2. ↑  https://www.britannica.com/biography/Procopius-Byzantine-historian
3. ↑  Encyclopædia Britannica
4. ↑  CONOR.Sl
5. ↑  Українські анекдоти: від козацьких часів і по наші дні / Упорядник і автор передмови В. Чемерис. — Київ: Український письменник, 1995.- 382 сторінки. Сторінка 3. ISBN 5-333-01464-7